# Gomont
Gomont és un municipi francès situat al departament de les Ardenes i a la regió del Gran Est. L'any 2007 tenia 314 habitants.

## Demografia

### Població
El 2007 la població de fet de Gomont era de 314 persones. Hi havia 122 famílies de les quals 28 eren unipersonals (8 homes vivint sols i 20 dones vivint soles), 35 parelles sense fills, 47 parelles amb fills i 12 famílies monoparentals amb fills.
La població ha evolucionat segons el següent gràfic:
Habitants censats

### Habitatges
El 2007 hi havia 141 habitatges, 120 eren l'habitatge principal de la família, 12 eren segones residències i 9 estaven desocupats. 131 eren cases i 8 eren apartaments. Dels 120 habitatges principals, 102 estaven ocupats pels seus propietaris, 14 estaven llogats i ocupats pels llogaters i 4 estaven cedits a títol gratuït; 1 tenia una cambra, 3 en tenien dues, 13 en tenien tres, 25 en tenien quatre i 79 en tenien cinc o més. 83 habitatges disposaven pel capbaix d'una plaça de pàrquing. A 56 habitatges hi havia un automòbil i a 52 n'hi havia dos o més.

### Piràmide de població
La piràmide de població per edats i sexe el 2009 era:
| Homes | Edats   | Dones |
| ----- | ------- | ----- |
| 0     | 95 o +  | 4     |
| 0     | 90 a 94 | 4     |
| 0     | 85 a 89 | 4     |
| 4     | 80 a 84 | 0     |
| 8     | 75 a 79 | 4     |
| 8     | 70 a 74 | 4     |
| 4     | 65 a 69 | 4     |
| 8     | 60 a 64 | 8     |
| 0     | 55 a 59 | 4     |
| 4     | 50 a 54 | 4     |
| 8     | 45 a 49 | 4     |
| 20    | 40 a 44 | 4     |
| 8     | 35 a 39 | 12    |
| 20    | 30 a 34 | 20    |
| 8     | 25 a 29 | 4     |
| 4     | 20 a 24 | 4     |
| 20    | 15 a 19 | 8     |
| 24    | 10 a 14 | 12    |
| 20    | 5 a 9   | 12    |
| 16    | 0 a 4   | 0     |

## Economia
El 2007 la població en edat de treballar era de 218 persones, 153 eren actives i 65 eren inactives. De les 153 persones actives 126 estaven ocupades (78 homes i 48 dones) i 27 estaven aturades (12 homes i 15 dones). De les 65 persones inactives 11 estaven jubilades, 23 estaven estudiant i 31 estaven classificades com a «altres inactius».

### Ingressos
El 2009 a Gomont hi havia 127 unitats fiscals que integraven 335 persones, la mediana anual d'ingressos fiscals per persona era de 15.739 €.

### Activitats econòmiques
Dels 2 establiments que hi havia el 2007, 1 era d'una empresa de serveis i 1 d'una empresa classificada com a «altres activitats de serveis».
L'any 2000 a Gomont hi havia 4 explotacions agrícoles que ocupaven un total de 672 hectàrees.

## Poblacions més properes
El següent diagrama mostra les poblacions més properes.